# Bulma
Bulma (ブルマ, Buruma) é uma personagem fictícia do mangá Dragon Ball criado por Akira Toriyama, e também das adaptações em anime de tal publicação. Bulma faz sua primeira aparição no capítulo Bulma e Son Goku (ブルマと孫悟空, Buruma to Son Gokū), publicado pela primeira vez na revista Weekly Shonen Jump em 20 de novembro de 1984. Originalmente uma das personagens principais da trama juntamente com o protagonista Goku, seu papel diminui conforme a série avança, mas mantém sua posição como personagem coadjuvante durante o resto do enredo. Bulma é filha do Dr. Briefs, o fundador da Corporação Cápsula, uma empresa fictícia que produz cápsulas para armazenamento de objetos. Assim como seu pai, Bulma é uma cientista brilhante, além de inventora e engenheira.
As invenções de Bulma têm grande importância em certos pontos da série. Suas criações de maior destaque são o radar do dragão, um aparato que permitia que ela encolhesse, uma máquina do tempo que trouxe seu filho Trunks ao passado em Dragon Ball Z e um gerador que possibilitou que seu marido Vegeta alcançasse o nível Super Saiyajin 4 em  Dragon Ball GT.

## Criação
Bulma é uma paródia direta da personagem Xuanzang de  Jornada ao Oeste. Os primeiros desenhos da personagem mostram uma jovem vaqueira que acompanha um garoto macaco, mas essa ideia foi abandonada. A vaqueira foi substituída por uma garota da cidade cujo nome seria Pinchi, mas Toriyama depois a chamou de Bulma. Apesar de Xuanzang ser um monge, o nome japonês de Bulma, "Buruma", é o nome de uma famosa marca de shorts femininos para ginástica no Japão. O nome "Bulma" faz referência à palavra "bloomers", outro tipo de shorts femininos bastante popular no início do século XX. Bulma, assim como todas as outras personagens femininas da série, foi criada seguindo a ideia de que "mulheres fracas são sem graça, então elas devem ser bonitas, sexy e fortes física ou psicologicamente".
Assim como a maioria dos personagens da série Dragon Ball, o nome de Bulma é consistente com os do resto de sua família, que possuem nomes referentes a roupas de baixo.

## Aparência
Ao longo de toda a história, Bulma é a personagem cuja aparência mais muda. Ao todo, ela já teve dezessete penteados diferentes. A aparência de Bulma no anime é levemente diferente da do mangá. No mangá, seu cabelo é de cor lilás, enquanto no anime ele tem cor turquesa. No filme Dragon Ball: A Caminho do Poder (1996), que reconta o início de Dragon Ball de uma forma diferente, o cabelo de Bulma também é lilás. Suas vestimentas também se alteram a cada arco da história, tornando-a uma personagem não tão estável quanto as outras. Muitas de suas roupas apresentam o símbolo da Corporação Cápsula.

Algumas das várias aparições de Bulma.

## Personalidade
A personalidade de Bulma é semelhante a de grande parte das personagens femininas das histórias de Toriyama: ranzinza e temperamental. Bulma é retratada como uma moça mimada por grande parte da série: arrogante e aventureira, mas com medo de ficar sozinha. Sua arrogância parece ter origem em sua inteligência, pois uma das maiores características de Bulma é sua enorme determinação de conseguir o que quer. Ela também é conhecida por sua beleza. Ela tem muito orgulho de suas habilidades e fica de mau humor quando é subestimada. Durante a série, Bulma se envolve em situações arriscadas e acaba assumindo o papel de donzela em perigo, dependendo da proteção de Goku e outros.
Bulma se torna mais gentil conforme a série progride, fazendo amizade com Vegeta e o ajudando a se adaptar à Terra. Seu relacionamento com Vegeta desperta uma rivalidade amigável com Chi-Chi, mas ela continua a ser uma das maiores parceiras de Goku por causa de sua longa amizade com ele.

## História

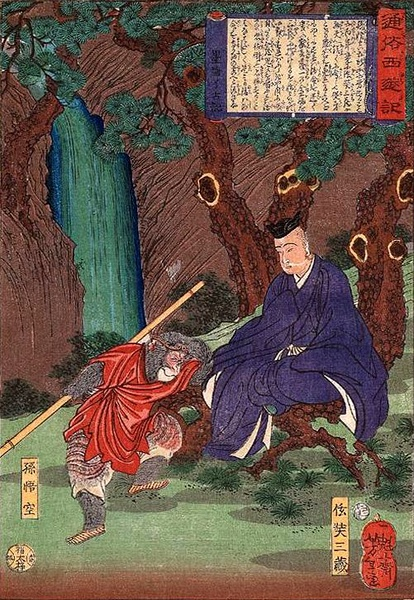
A relação entre Bulma e Goku é análoga à representação de Wu Cheng'en da dinâmica entre Sun Wukong e Tang Sanzang.

Bulma é a segunda personagem a aparecer na série Dragon Ball. No início do enredo ela é uma adolescente que encontra uma esfera estranha e descobre que é uma das sete Esferas do Dragão, que podem realizar um desejo quando reunidas. Bulma então cria um radar que capta ondas que essas esferas emitem e sai em uma jornada pelo mundo para encontrá-las e pedir um namorado perfeito. Ela encontra duas esferas e, quando está seguindo o sinal da terceira, encontra o protagonista Son Goku. Bulma descobre que Goku ganhou a Esfera de Quatro Estrelas de seu avô e ele acredita que o espírito de seu avô está dentro da Esfera e por isso não está disposto a entregá-la para ela. Bulma então pede a Esfera emprestada e propõe levar Goku com ela em sua jornada. A partir daí, os dois começam a procurar as Esferas restantes. Durante a aventura, os dois formam equipe com outros aventureiros, entre eles o bandido do deserto Yamcha, com quem ela começa um relacionamento afetivo. Ao fim da jornada, Bulma não consegue realizar seu desejo mas logo começa a namorar Yamcha. No decorrer da série, Bulma aparece como telespectadora dos Torneios de Artes Marciais ou criando inúmeros aparelhos que ajudam os heróis a lutarem ou encontrarem as Esferas do Dragão.
Cinco anos após a vitória de Goku sobre Piccolo, Bulma já está adulta e seu relacionamento com Yamcha começa a se complicar. Outra ameaça aparece na Terra; o irmão mais velho de Goku, um Saiyajin chamado Raditz. Após Goku morrer junto com Raditz pelo Makankosappo de Piccolo, Bulma leva o scouter de Raditz e o usa para descobrir o poder de luta dos seres humanos. Durante a batalha posterior contra Nappa e Vegeta, os Guerreiros Z são mortos pelos Saiyajins e Bulma utiliza as Esferas do Dragão para ressuscitar Goku. Depois de Goku derrotar os Saiyajins, Bulma decide viajar para o planeta natal de Piccolo, Namekusei, para achar as Esferas do Dragão de lá para ressuscitar Yamcha e os outros. Na necessidade de uma nave espacial, o Sr. Popo oferece a Bulma a nave espacial que Kami-Sama tinha usado para viajar para a Terra quando ele era um menino. Bulma faz reparos na nave com a ajuda de seu pai, e voa para Namekusei com Kuririn e Gohan. Depois de Goku derrotar Freeza, Yamcha e os outros que foram mortos são revividos pelas Esferas do Dragão de Namekusei. No entanto, Bulma termina seu relacionamento amoroso com ele, mas eles continuam amigos depois. Vegeta finalmente retorna à Terra, permanecendo com a família. Ele e Bulma desenvolvem um vínculo forte, conduzindo-os a um relacionamento romântico que leva ao nascimento de seu primeiro filho, Trunks. Com a aparição dos andróides da Red Ribbon, Bulma recebe de Kuririn o projeto do Andróide 17 e assim consegue criar um controle para pará-los. No futuro alternativo de Trunks, a Bulma do Futuro criou uma máquina do tempo para que seu filho voltasse ao passado e impedisse que Goku e os outros morressem.
Sete anos depois da batalha contra os andróides, Bulma ajuda Gohan fazendo um relógio que transforma automaticamente a sua roupa em um traje de "Grande Saiyaman" para que ele pudesse lutar contra o crime sem a sua verdadeira identidade a ser conhecida. Mais tarde, ela e outros Guerreiros Z se escondem no Templo Sagrado de Kami Sama do monstro Majin Boo, mas é morta quando Super Boo a transforma em chocolate e a devora. Bulma é revivida pelas Esferas do Dragão de Namekusei, juntamente com sua família e amigos, e dá energia para Goku criar um Super Genki Dama que elimina de uma vez por todas Kid Boo. Dez anos depois, durante o 28º Torneio de Artes Marciais, Bulma se despede de Goku quando ele parte para treinar Oob.

## Aparições em outras mídias
Em Dragon Ball GT, ela é possuída por Baby, que a toma como sua "rainha" e "amante" aparente (ou segundo em comando), como possuindo Vegeta deu-lhe todas as suas memórias e emoções. Durante este tempo, ela organiza a migração para o Planeta Vegeta e cria o dispositivo de Ondas Blutz que ajuda Baby se tornar um Oozaru Dourado. No entanto, a Água Ultra Sagrada escondida em Templo Sagrado de Kami Sama é usado para libertá-la e o resto da terra da escravidão de Baby. Mais tarde, ela ajuda Vegeta a alcançar o Super Saiyajin 4 expondo-o a um novo dispositivo de Ondas Blutz, para ajudar Goku a derrotar Omega Shenlong.
Nos quatro filmes de Dragon Ball, Bulma aparece como personagem principal enquanto nos de Dragon Ball Z ela assume um papel secundário. Ela também aparece em dois live actions não oficiais, o primeiro sendo Dragon Ball: Ssawora Son Goku, Igyeora Son Goku, filme coreano onde ela é interpretada por Lee Ju-Hee, e o segundo sendo Dragon Ball: The Magic Begins, filme chinês onde é chamada de Seetoe e interpretada por Jeannie Tse. Em 2009, Bulma foi interpretada por Emmy Rossum em Dragonball Evolution, produzido pela Century Fox. Em 1998, Bulma e outros personagens da série estrearam em dois curtas japoneses sobre anúncios públicos. O primeiro é A Segurança no Trânsito de Goku (悟空の交通安全, Gokū no Kōtsū Anzen), onde os personagens mostram a importância de obedecer as regras do trânsito. No segundo, A Brigada de Incêndio de Goku (悟空の消防隊, Gokū no Shōbō-tai), eles ensinam a duas crianças como evitar um incêndio. Em 2004, Bulma apareceu no curta-metragem Kyūtai Panic Adventure Returns! (球体パニックアドベンチャーリターンズ!, Kyūtai Panikku Adobenchā Ritānzu!, lit. O Retorno da Aventura da Orb do Pânico!). Ela é um dos sete personagens que reúnem as Esferas do Dragão para reconstruir a cidade de Odaiba que foi atacada por Enel.
Nos jogos da série Dragon Ball, Bulma normalmente aparece como personagem não jogável. Entretanto, ela é jogável em alguns como no jogo de Dragonball Evolution. Ela é uma personagem de suporte nos jogos Jump Super Stars e Jump Ultimate Stars. A canção "Koi no NAZONAZO" se foca na relação amorosa entre Bulma e Vegeta. Ela também é citada na música "Goku" de Soulja Boy Tell 'Em. No crossover Cross Epoch, que junta o elenco principal de Dragon Ball com o de One Piece, Bulma se encontra com Nami e as duas se tornam piratas espaciais. A personagem Wilma do mangá espanhol Dragon Fall é uma paródia de Bulma. Bulma ainda apareceu estampada nas latas de café Pokka, no Japão, durante uma parceira com a franquia Dragon Ball.

## Recepção

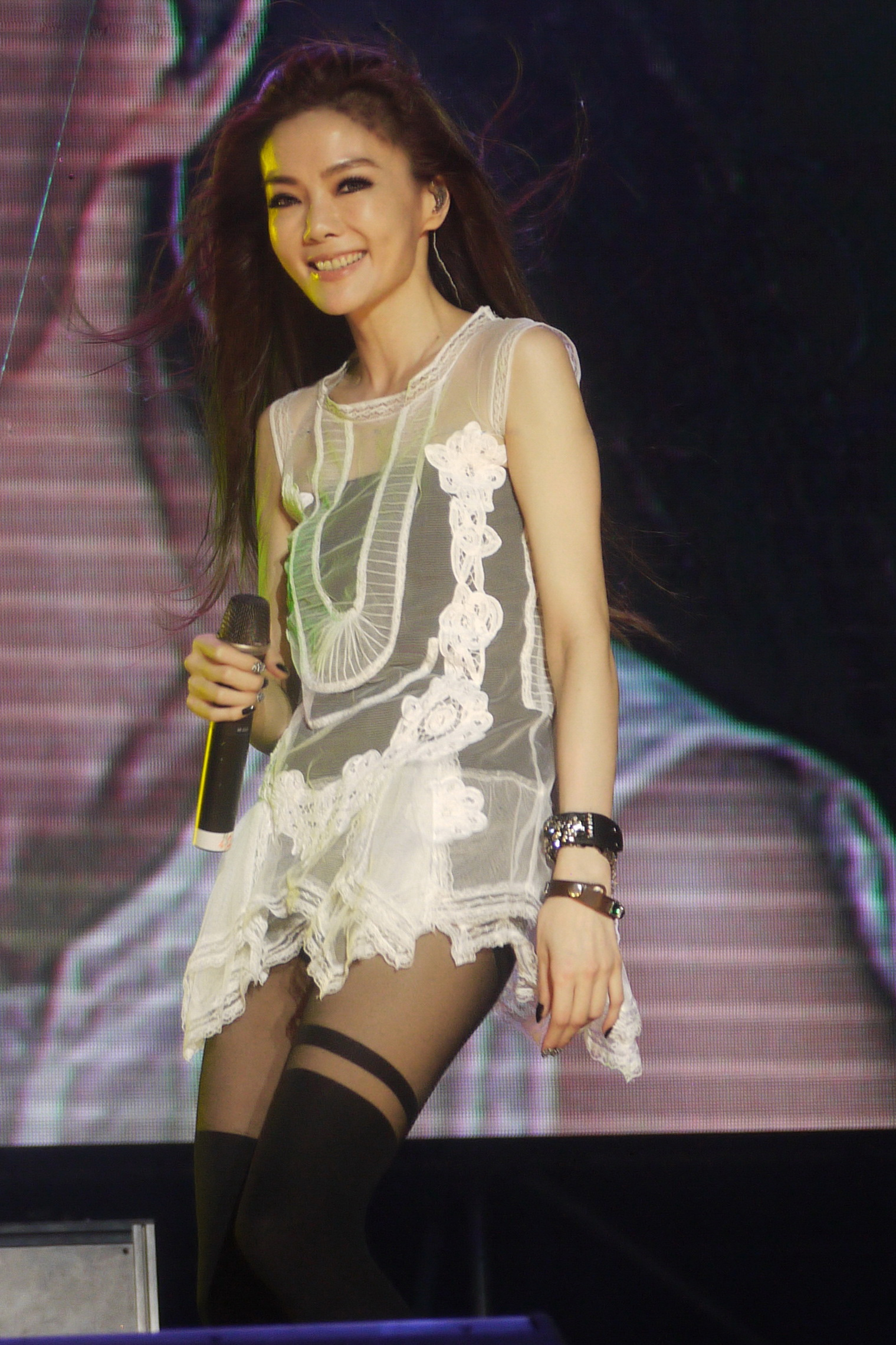
Jeannie Hsieh, interprete de Bulma no filme Dragon Ball: The Magic Begins.

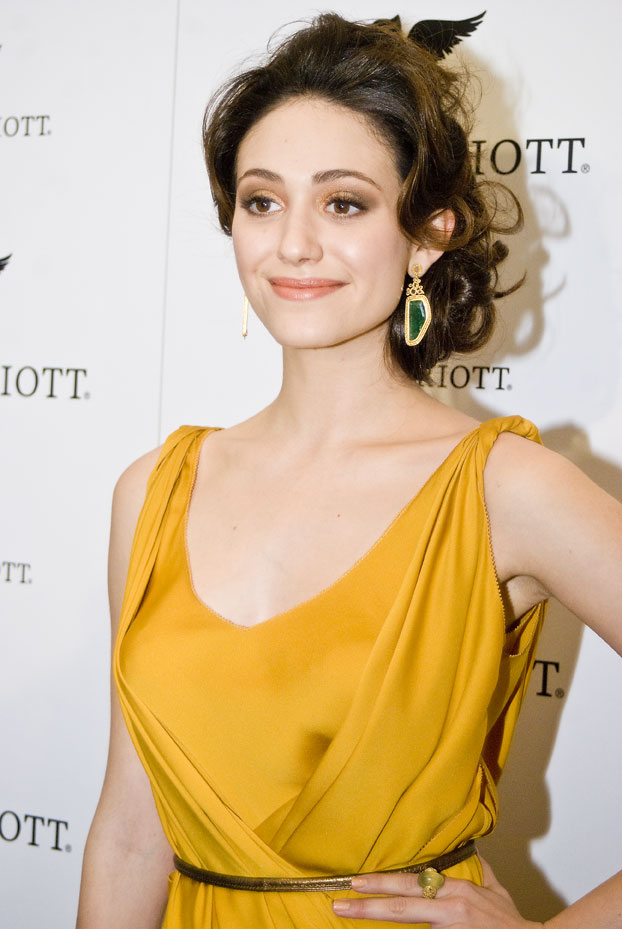
Emmy Rossum, interprete de Bulma no filme Dragonball Evolution.

Bulma é uma das personagens femininas mais populares da série, mas não tanto quanto os Guerreiros Z. Em uma pesquisa de popularidade dentre os personagens ela ficou em décimo sétimo lugar. Bulma também se classificou em 23º dentro de uma pesquisa sobre as maiores heroínas de anime da Fuji TV. Ao longo dos anos, a personagem vem sendo criticada positiva e negativamente. O site Rationalmagic caracterizou a arrogância de Bulma no início do mangá como um defeito, mas também como uma grande fonte de humor. O THEM Anime Reviews caracterizou Bulma como um típico exemplo de fanservice presente nos animes do gênero Shōnen. Em uma revisão do Anime News Network, o site elogiou Bulma pela sua frequente mudança de aparência, algo que a diferencia das demais personagens. O mesmo site colocou Bulma em primeiro lugar em uma lista de personagens fictícios capazes de construir grandes invenções a partir de sucata.
Na enquete "Top 8 Histórias de Amor em Animes", do site About.com, a relação entre Bulma e Vegeta foi colocada em segundo lugar, com a escritora Katherine Luther comentando que a formação desse casal foi extremamente inesperada pelos fãs. O site brasileiro Henshin nomeou Bulma uma dos dez maiores conquistadores dos animes, dando foco a sua personalidade forte que despertou interesses em Vegeta. Durante uma entrevista a atriz Emmy Rossum comentou que sua maior motivação para interpretar Bulma era que "Bulma é descrita como a garota mais inteligente do mundo e interpreta-la seria muito legal". Emmy também disse que fazer o papel de Bulma foi um desafio que valeu a pena. Sua dubladora brasileira, Tânia Gaidarji, apontou a frequente mudança de penteado de Bulma como um dos fatores que ela mais gostava na personagem. Ela ainda disse que adorou  dublar Bulma durante toda a série. O site UGO.com colocou Bulma na sua lista "As Mecânicas mais Sexies dos Filmes e da TV", dando foco a sua "brilhante personalidade e linda beleza".